# Bretschneider & Krügner
Bretschneider & Krügner war eine Fabrik zur Herstellung von Eisenkonstruktionen. Das von Gustav Alois Bretschneider und Richard Krügner am 1. November 1880 in Berlin-Pankow gegründete Unternehmen war insbesondere auf den Bau von Stahlkuppeln und Dachkonstruktionen aus Stahl spezialisiert. Darüber hinaus beteiligte sich die Firma an neuartigen verfahrenstechnischen Entwicklungen durch Errichtung und Betrieb von Versuchsanlagen. Das Wirken des Unternehmens fand regelmäßig Beachtung in zeitgenössischen Fachveröffentlichungen.

## Projekte der Firma
- Ausführung der Konstruktion der eisernen Kuppel des Kuppelgebäudes zur photographischen Aufnahme der Himmelskarte bei Potsdam im Jahre 1890[1]
- Ausführung der Eisenarbeiten des Deutschen Hauses[2] auf der Weltausstellung 1893 in Chicago
- Errichtung und Betrieb einer Versuchsanlage zur Kohlenstaubfeuerung nach dem Verfahren von Wilhelm Ruhl um 1895[3]
- Eisenarbeiten des Neuen Abgeordnetenhauses in Berlin von 1899[4]
- Errichtung der Eisenkonstruktionen der Oberlichter, Fahrbühnen und Gleisanlagen des Ateliergebäudes des Bildhauers Otto Lessing in der Kolonie Grunewald von 1899[5]
- Beteiligung am Bau des Großen Refraktors auf dem Telegrafenberg in Potsdam, der 1899 nach vierjähriger Bauzeit von Kaiser Wilhelm II. in Betrieb genommen wurde.[6]
- Errichtung des 68 m hohen, in Eisen hergestellten Turms des Deutschen Hauses[7] der Weltausstellung Paris 1900
- Errichtung der Eisenkonstruktionen des Daches des Neubaus des Meridiankreishauses für die Sternwarte der Universität Kiel im Jahre 1903[8]

## Firmengründer

Gustav Alois Bretschneider als Student im Wintersemester 1871/72

### Gustav Alois Bretschneider
Gustav Alois Bretschneider (* 31. August 1850 in Trossin im Landkreis Torgau; † 20. Januar 1912 in Berlin-Pankow) studierte Ingenieurwesen an der Gewerbeakademie Charlottenburg, nachdem er als aktiver Soldat am Deutsch-Französischen Krieg teilgenommen hatte, und schloss sich im Wintersemester 1871/72 dem Verein der Sachsen, dem späteren Corps Saxonia-Berlin, an. Nach Abschluss des Studiums und erster praktischer Berufserfahrung gründete er Ende 1880 zusammen mit Richard Krügner die Fabrik für Eisenkonstruktionen Bretschneider & Krügner. Als Krügner 1906 gesundheitsbedingt aus der Leitung des Unternehmens ausscheiden musste, führte er die Fabrik allein bis zu seinem Tode im Jahre 1912 weiter.

### Richard Krügner

Richard Krügner als Student um 1872

Richard Krügner (* 18. Mai 1853 in Salzmünde; † 26. Juni 1936 in Berlin-Niederschönhausen) begann nach Abschluss der Schule in Halle (Saale) zum Wintersemester 1871/72 das Studium des Maschinen- und Brückenbaus an der Gewerbeakademie Charlottenburg und schloss sich im gleichen Semester dem Verein der Sachsen, dem späteren Corps Saxonia-Berlin, an. 1873 vertrat er die Studentenschaft der Gewerbeakademie Charlottenburg auf der Weltausstellung in Wien. Nach Abschluss des Studiums war er zunächst in der Industrie in Berlin, Duisburg und in führender Stellung in Düsseldorf tätig, bevor er Ende 1880 zusammen mit Gustav Alois Bretschneider die Fabrik für Eisenkonstruktionen Bretschneider & Krügner gründete. 1906 musste Krügner gesundheitsbedingt wegen eines schweren Augenleidens aus der Leitung des Unternehmens ausscheiden. Krügner war Reserveoffizier. 1893 wurde er zum Hauptmann der Landwehr befördert.